# یواس‌ان‌اس موهاک (تی-ای‌تی‌اف-۱۷۰)
یواس‌ان‌اس موهاک (تی-ای‌تی‌اف-۱۷۰) (به انگلیسی: USNS Mohawk (T-ATF-170)) یک کشتی است که طول آن 226 ft (68.9 m) می‌باشد. این کشتی در سال ۱۹۸۰ ساخته شد.